# Jay-Z & Ciara Live
Jay-Z & Ciara Live (znana również pod nazwą Jay-Z live w/ special guest Ciara) – letnia trasa koncertowa rapera Jay-Z oraz Ciary. Trasa ma na celu promowanie najnowszych krążków gwiazd, The Blueprint 3 oraz Fantasy Ride. Seria koncertów zaczęła się 2 lipca 2009 a zakończyła 12 lipca 2009 w USA.
Ciara nie wystąpiła podczas pierwszego koncertu z trasy, z niewiadomych przyczyn, jednak pojawiła się podczas drugiej daty z trasy. 12 lipca, koncert w Atlancie, Georgia został odwołany z powodu silnych opadów deszczu.

## Opening
- Fabolous

## Set lista
Ciara
1. Intro
2. "Like a Boy"
3. "1, 2 Step"
4. "Love Sex Magic"
5. "Never Ever"
6. "Goodies"
7. "Oh"
8. "Promise"
9. "Work"
10. Outro

Podczas koncertu w Las Vegas Ciara wykonała piosenkę "Like A Surgeon". Piosenkarka opuściła koncert w Connecticut z powodu grypy.
Jay-Z
1. Intro
2. "D.O.A. (Death of Auto-Tune)"
3. "Say Hello" (snippet)
4. "Show Me What You Got"
5. "Blue Magic"
6. "My President" (remix)
7. "Takeover" (snippet)/"U Don't Know"
8. "P.S.A. (Public Service Announcement)"
9. "I Want You Back" (Michael Jackson Tribute)
10. "Izzo (H.O.V.A.)
11. "Allure/Flashing Lights (mashup)
12. "Diamonds from Sierra Leone" (remix)
13. "Swagga Like Us"
14. "Roc Boys (And the Winner Is...)
15. "Big Pimpin'"
16. "Dirt Off Your Shoulder"
17. "Can I Get A..."
18. "Jigga What, Jigga Who"
19. "Blueprint 3 Intro (acapella)
20. "You, Me, Him, Her"
21. "Lucifer"
22. "Jigga My Nigga"
23. "99 Problems"/"Point of Authority" (mashup Linkin Park)
24. "I Just Wanna Love U (Give It 2 Me)"
25. "Can I Live Play"
26. "Where I’m From"
27. "Money Ain’t a Thang"
28. "Hard Knock Life"
29. "Encore"
30. Outro

## Daty
- Wszystkie daty trasy zostały opublikowane i potwierdzone na oficjalnej stronie Ciary[4].

| Data          | Miasto            | Miejsce               |
| ------------- | ----------------- | --------------------- |
| 2 lipca 2009  | Phoenix           | Dodge Theater         |
| 3 lipca 2009  | Las Vegas, Nevada | The Pearl & The Palms |
| 4 lipca 2009  | Las Vegas, Nevada | The Pearl & The Palms |
| 7 lipca 2009  | Chicago, Illinois | Charter One Pavilion  |
| 10 lipca 2009 | Uncasville        | Mohegan Sun Arena     |
| 12 lipca 2009 | Atlanta, Georgia  | Chastain Park         |